# Người bản địa ở Colombia
Người bản địa Colombia hay người Colombia bản địa, là những nhóm dân tộc da đỏ bản địa đã ở Colombia trước người châu Âu vào đầu thế kỷ 16. Được biết đến như pueblos indígenas trong tiếng Tây Ban Nha, họ chiếm 4,4% dân số của quốc gia và thuộc 87 bộ tộc khác nhau. Khoảng 50% người dân bản địa Colombia sống ở các quận La Guajira, Cauca và Nariño. Trong khi vùng Amazon của Colombia có dân cư thưa thớt, đây là nơi sinh sống của hơn 70 nhóm dân tộc bản địa khác nhau.